# Le Louverot
Le Louverot és un municipi francès situat al departament del Jura i a la regió de Borgonya - Franc Comtat. L'any 2007 tenia 270 habitants.

## Demografia

### Població
El 2007 la població de fet de Le Louverot era de 270 persones. Hi havia 101 famílies de les quals 16 eren unipersonals (4 homes vivint sols i 12 dones vivint soles), 35 parelles sense fills i 50 parelles amb fills.
La població ha evolucionat segons el següent gràfic:
Habitants censats

### Habitatges
El 2007 hi havia 113 habitatges, 103 eren l'habitatge principal de la família, 6 eren segones residències i 4 estaven desocupats. 102 eren cases i 11 eren apartaments. Dels 103 habitatges principals, 89 estaven ocupats pels seus propietaris, 13 estaven llogats i ocupats pels llogaters i 1 estava cedit a títol gratuït; 1 tenia una cambra, 2 en tenien dues, 11 en tenien tres, 17 en tenien quatre i 72 en tenien cinc o més. 90 habitatges disposaven pel capbaix d'una plaça de pàrquing. A 33 habitatges hi havia un automòbil i a 67 n'hi havia dos o més.

### Piràmide de població
La piràmide de població per edats i sexe el 2009 era:
| Homes | Edats   | Dones |
| ----- | ------- | ----- |
| 0     | 95 o +  | 0     |
| 0     | 90 a 94 | 0     |
| 4     | 85 a 89 | 0     |
| 0     | 80 a 84 | 4     |
| 0     | 75 a 79 | 4     |
| 4     | 70 a 74 | 0     |
| 0     | 65 a 69 | 4     |
| 4     | 60 a 64 | 0     |
| 4     | 55 a 59 | 4     |
| 24    | 50 a 54 | 8     |
| 12    | 45 a 49 | 24    |
| 20    | 40 a 44 | 20    |
| 8     | 35 a 39 | 16    |
| 16    | 30 a 34 | 0     |
| 8     | 25 a 29 | 16    |
| 0     | 20 a 24 | 4     |
| 12    | 15 a 19 | 20    |
| 8     | 10 a 14 | 12    |
| 16    | 5 a 9   | 16    |
| 12    | 0 a 4   | 4     |

## Economia
El 2007 la població en edat de treballar era de 198 persones, 152 eren actives i 46 eren inactives. De les 152 persones actives 149 estaven ocupades (77 homes i 72 dones) i 4 estaven aturades (4 dones i 4 dones). De les 46 persones inactives 13 estaven jubilades, 22 estaven estudiant i 11 estaven classificades com a «altres inactius».

### Ingressos
El 2009 a Le Louverot hi havia 106 unitats fiscals que integraven 286,5 persones, la mediana anual d'ingressos fiscals per persona era de 22.918 €.

### Activitats econòmiques
Dels 5 establiments que hi havia el 2007, 1 era d'una empresa de construcció, 1 d'una empresa de comerç i reparació d'automòbils, 1 d'una empresa d'informació i comunicació, 1 d'una empresa immobiliària i 1 d'una empresa de serveis.
Dels 2 establiments de servei als particulars que hi havia el 2009, 1 era una fusteria i 1 agència immobiliària.
L'any 2000 a Le Louverot hi havia 4 explotacions agrícoles.

## Poblacions més properes
El següent diagrama mostra les poblacions més properes.